# سايكلوبس (مارفل)
سايكلوبس (بالإنجليزية: Cyclops)‏ هو شخصية من شخصيات قصص إكس-من يستطيع إخراج الليزر من عيناه.
اسمه الحقيقي هو سكوت سامرز (بالإنجليزية: Scott Summers)‏ وهو أخو هافوك (Havok) واسمه الحقيقي هو أليكس سامرز (Alex Summers).

## وصلات خارجية
- سايكلوبس  في ويكي عالم مارفل